# Acorde místico

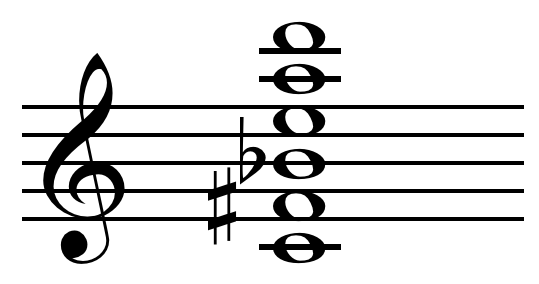
El.

En música, el acorde místico o acorde Prometeo es un acorde complejo de seis notas, basado en una escala musical o colección de tonos que sirvió como fundamento armónico y melódico para algunas de las últimas obras del compositor ruso Aleksandr Skriabin (1872-1915).
Consiste en las notas do, fa♯, si♭, mi, la y re. Interpretadas normalmente como un hexacorde por cuartas consistente en una cuarta aumentada, una cuarta disminuida, una cuarta aumentada y dos cuartas justas. Sin embargo, el acorde puede reproducirse de diversas maneras y está relacionado con otras colecciones de tonos.
Es también un ejemplo de acorde sintético, y la escala de la que deriva —llamada en ocasiones escala prometeo— es un ejemplo de  escala sintética.
En armonía moderna se consideraría un acorde de dominante con séptima, novena, oncena sostenida y trecena, que 
es de uso relativamente frecuente en el jazz contemporáneo. La escala correspondiente es dominante lidio.